# El Achir
El Achir (în arabă العشير) este o comună din provincia Bordj Bou Arreridj, Algeria.
Populația comunei este de 23.101 locuitori (2008).